# Faro
Faro je hlavním městem portugalského regionu Algarve a sídlo obce s 59 000 obyvateli (z toho 41 000 žije v samotném Faru); je největším městem Algarve, avšak lidnatější obcí je rozlehlá sousední Loulé. Faro leží na pobřeží Atlantského oceánu a má mezinárodní letiště.

## Dějiny
Jakožto obchodní centrum bylo Faro využíváno již Féničany, důležitým přístavem se však stalo až za Římanů, kteří ho pojmenovali Ossonoba. Za Maurů bylo na krátkou dobu kulturním hlavním městem knížectví, založeného v 11. století. Roku 1249 město dobyl Alfonso III., přičemž se předtím jednalo o poslední z portugalských měst pod maurskou nadvládou.
V roce 1487 ve Faru vznikla první portugalská tištěná díla, když zde žid Samuel Gacon vytiskl knihy v hebrejštině.
Vrcholná éra nastala, když sem bylo roku 1577 přesunuto biskupské sídlo ze Silves, ale skončila velmi rychle roku 1596 během španělské nadvlády, když jednotky hraběte z Essexu na své cestě ze španělského Cádizu do Anglie město vyplenily. To téměř celé shořelo a navíc byly z biskupského paláce odneseny stovky výtisků cenných prací náboženských učenců.
Roku 1722 otřáslo znovu postaveným Farem zemětřesení a roku 1755 další, ještě silnější. Z doby přestaveb po tomto zemětřesení také pochází dnešní podoba města.
Rychlý rozvoj proběhl od. 60. let 20. století, kdy se salazarovský režim snažil přitáhnout západní turisty a budoval potřebnou infrastrukturu včetně místního letiště.

## Pamětihodnosti
- Cidade Velha (Staré město) –  nachází se zde většina památek Fara, mimo jiné katedrála Sé z roku 1251, která stojí na místě původního římského chrámu, přestavěného později na vizigótskou katedrálu a pak maurskou mešitu, nebo Biskupský palác s červenou střechou a azulejos (ručně malovanými kachlíky).
- Další památky
  - Igreja de Nossa Senhora de Carmo
  - Igreja de Sao Francisco
  - Igreja de Sao Pedro

## Doprava
Město Faro je napojeno na dálnici spojující Algarve a Lisabon. Také železnice zajišťuje několikrát denně rychlé spojení s Lisabonem a příměstskou dopravu na trase Lagos – Tunes – Faro – Vila Real de Santo António. Významné a široce vybavené je Letiště Faro Algarve, které se nachází zhruba 7 km od centra města.

## Galerie

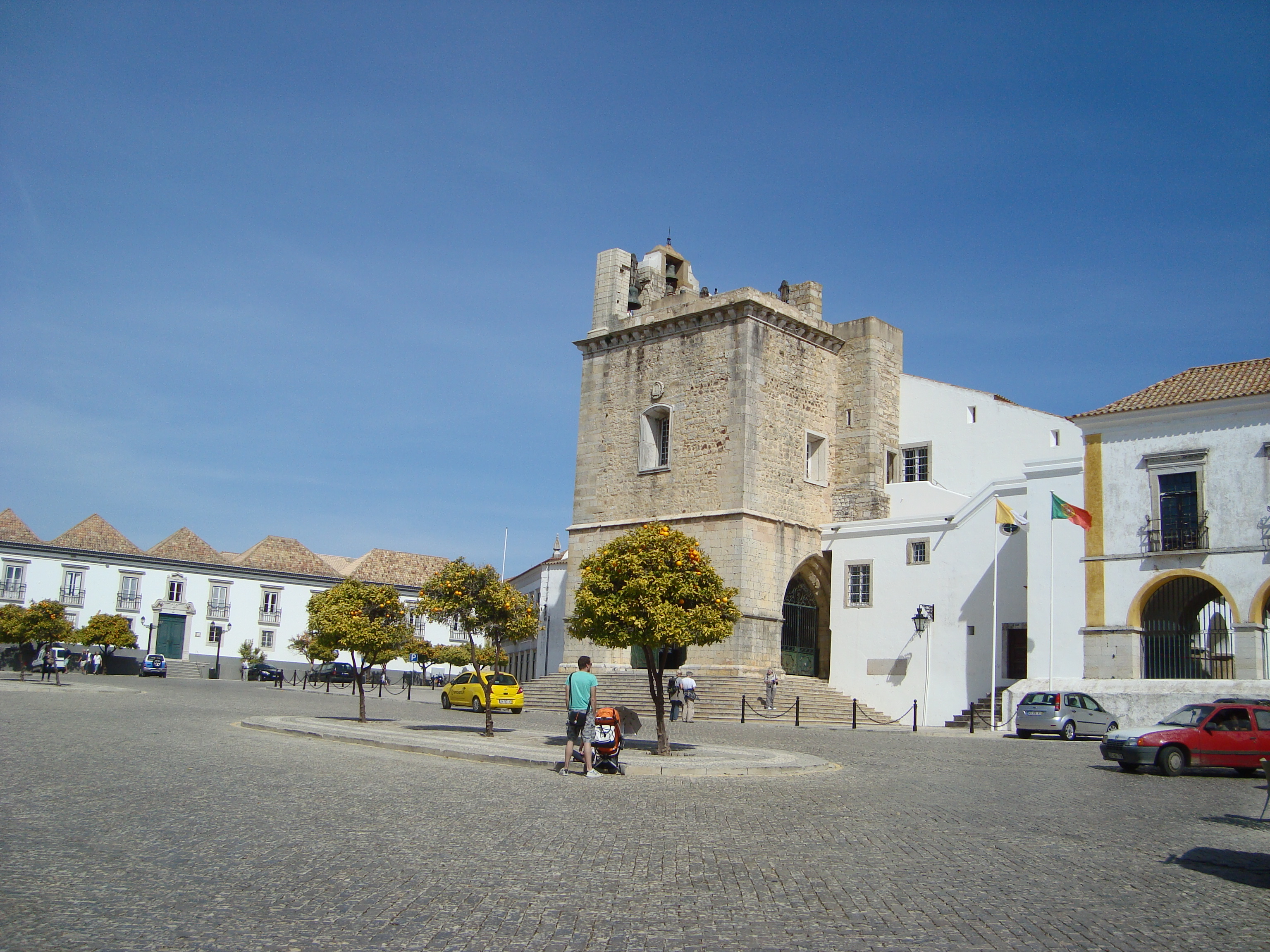
náměstí Largo da Sé
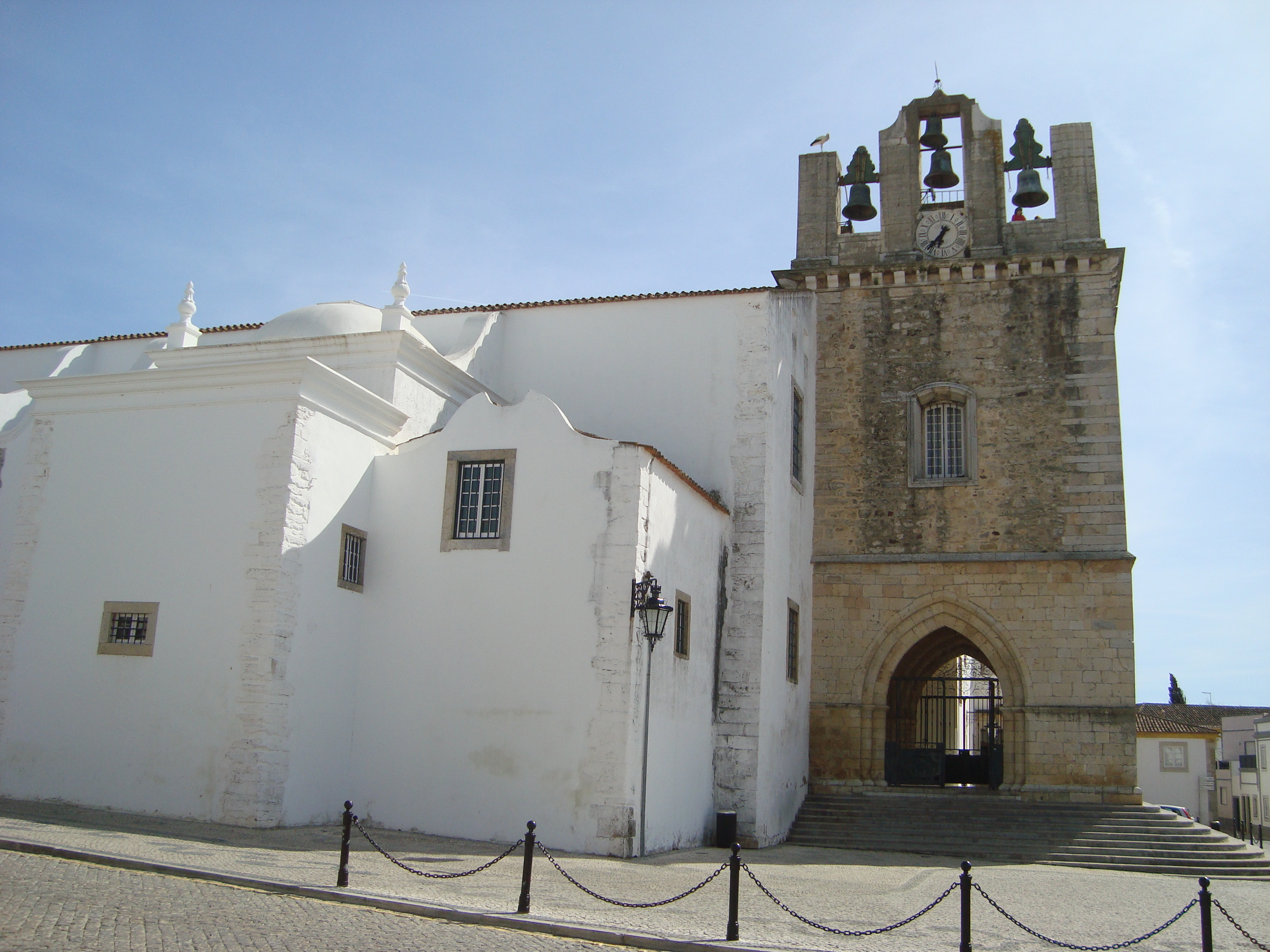
katedrála Sé
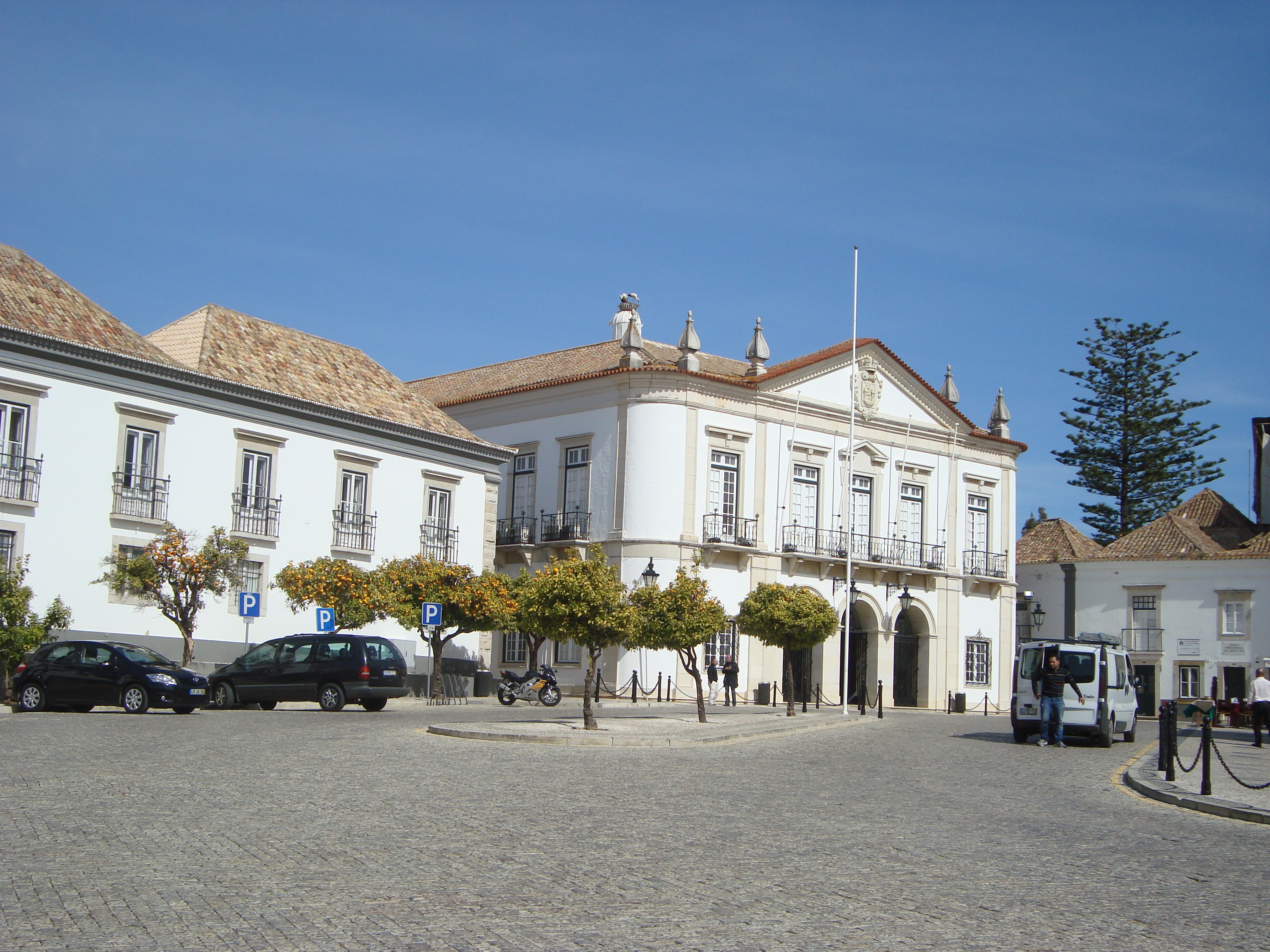
budova radnice
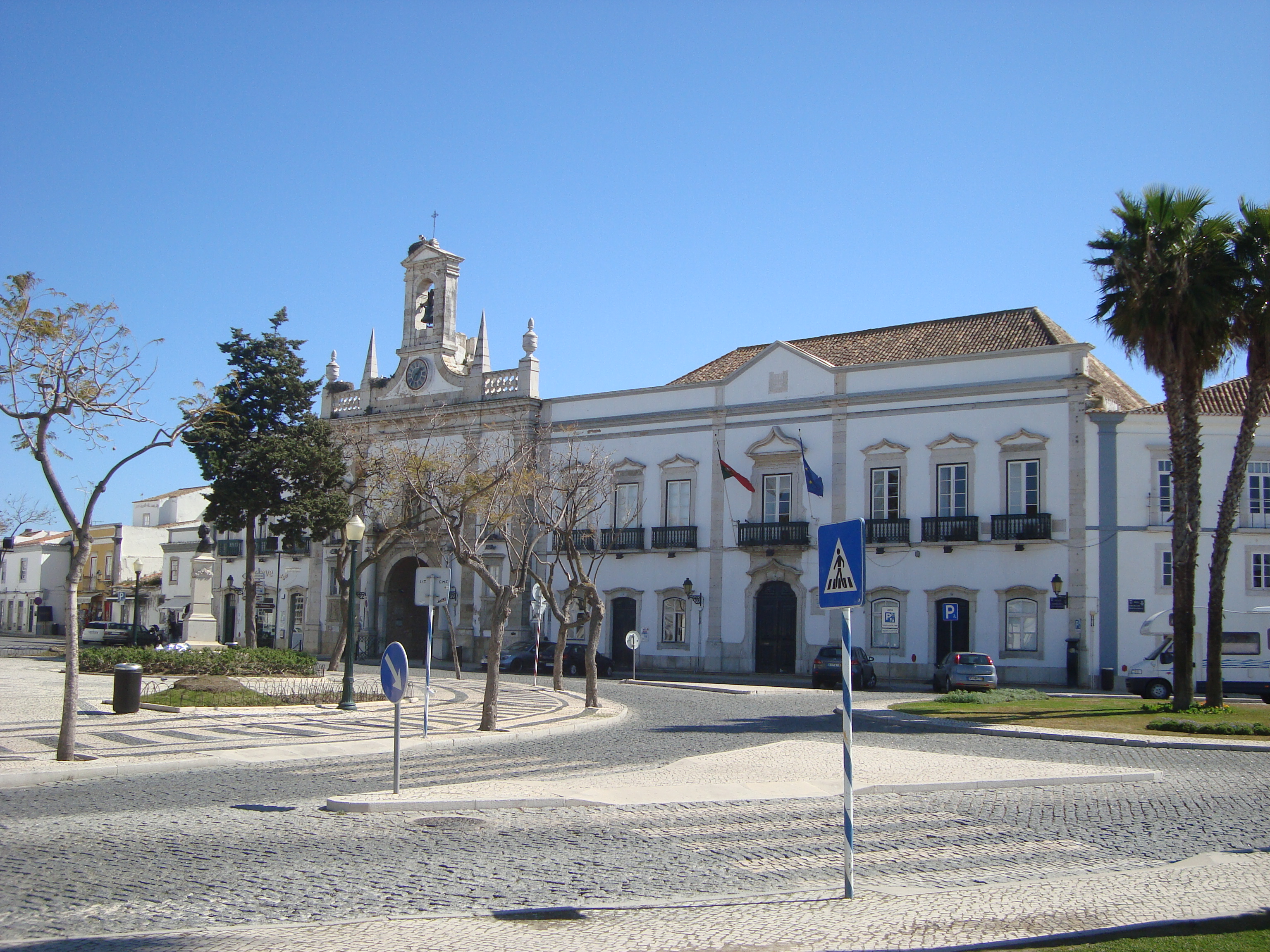
náměstí u přístavu a brána Arco da Villa
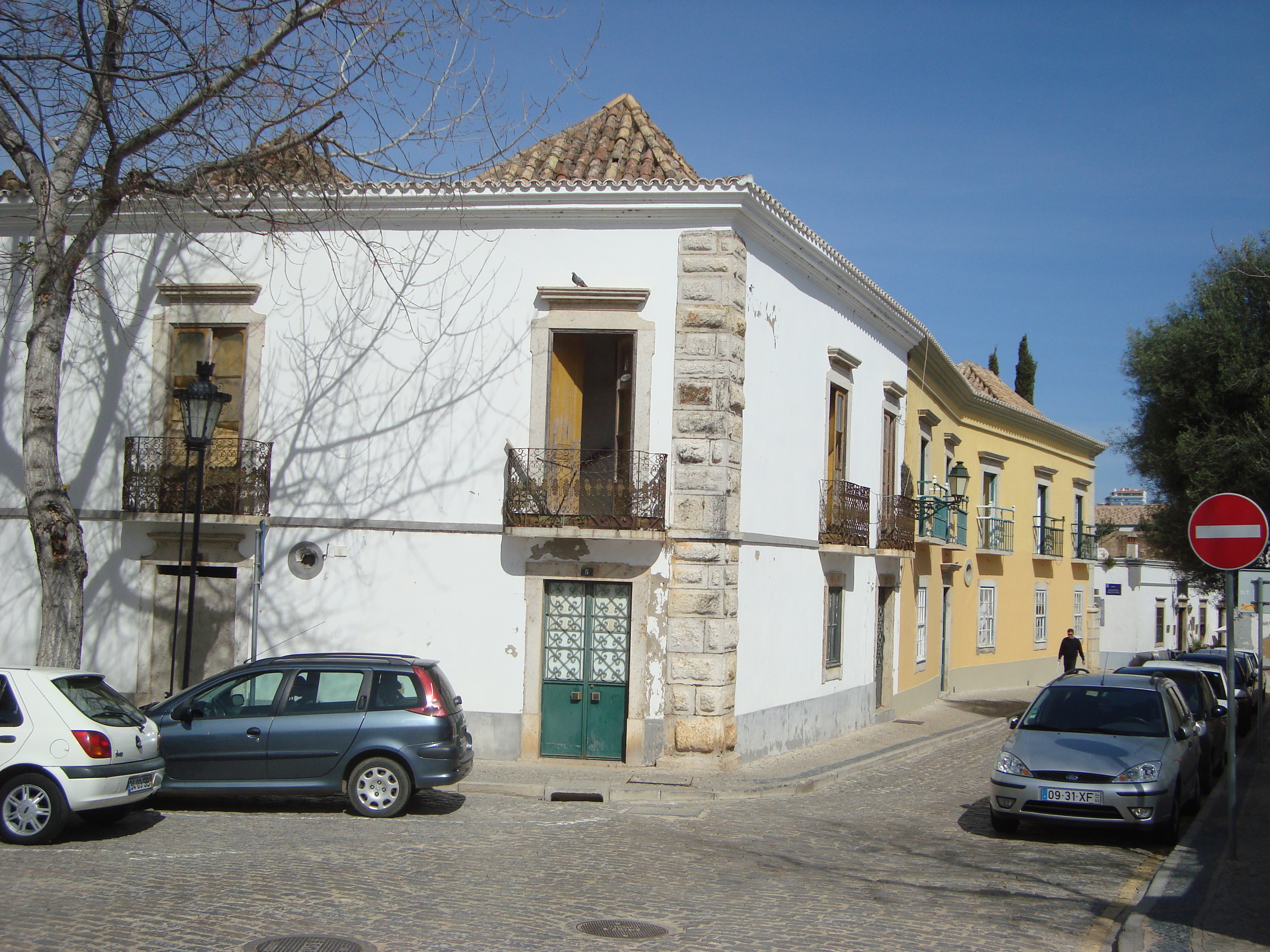
domy na Starém Městě
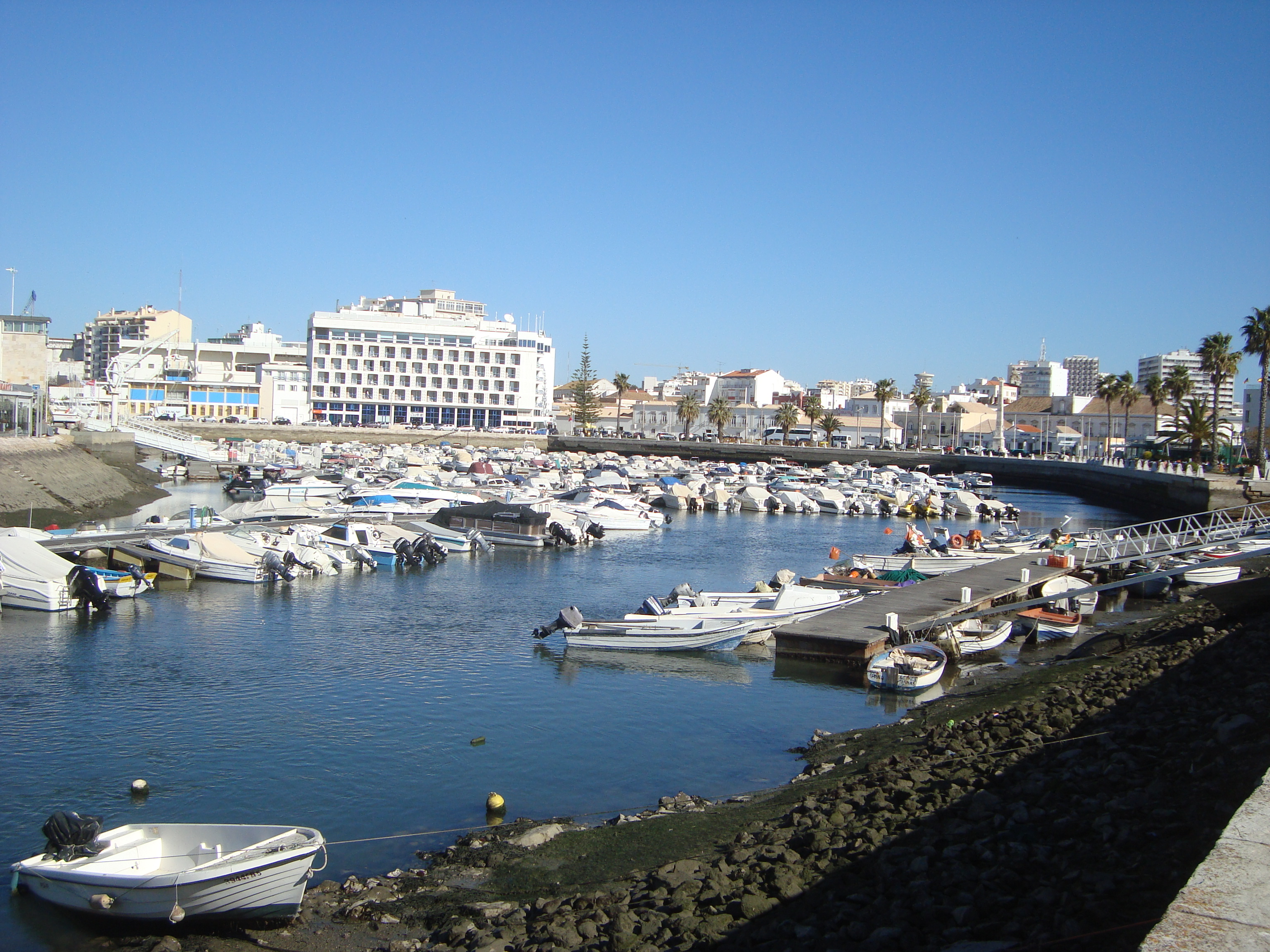
přístav
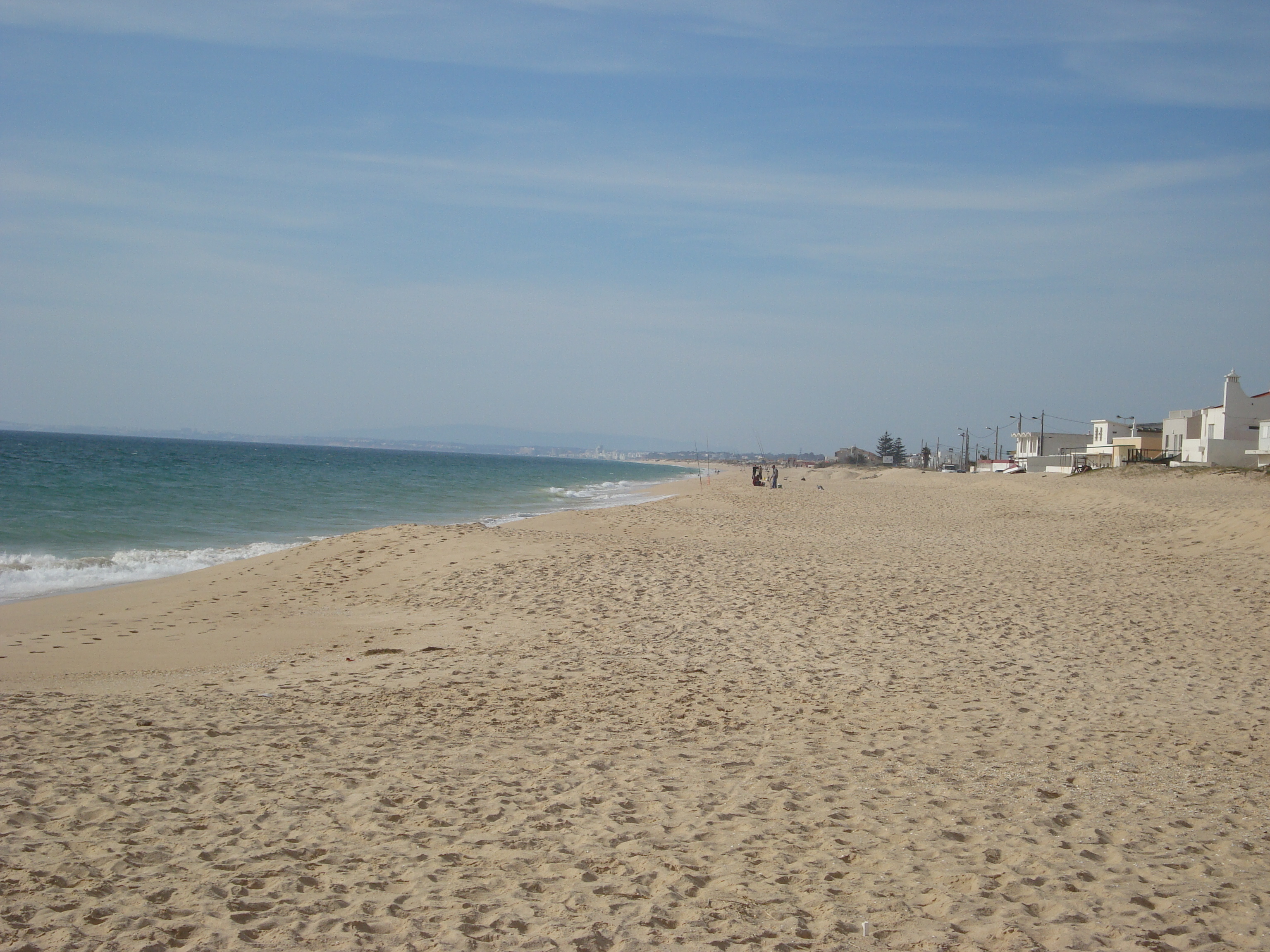
pláž ve Faru

## Partnerská města
- Tanger, (od r. 1954)

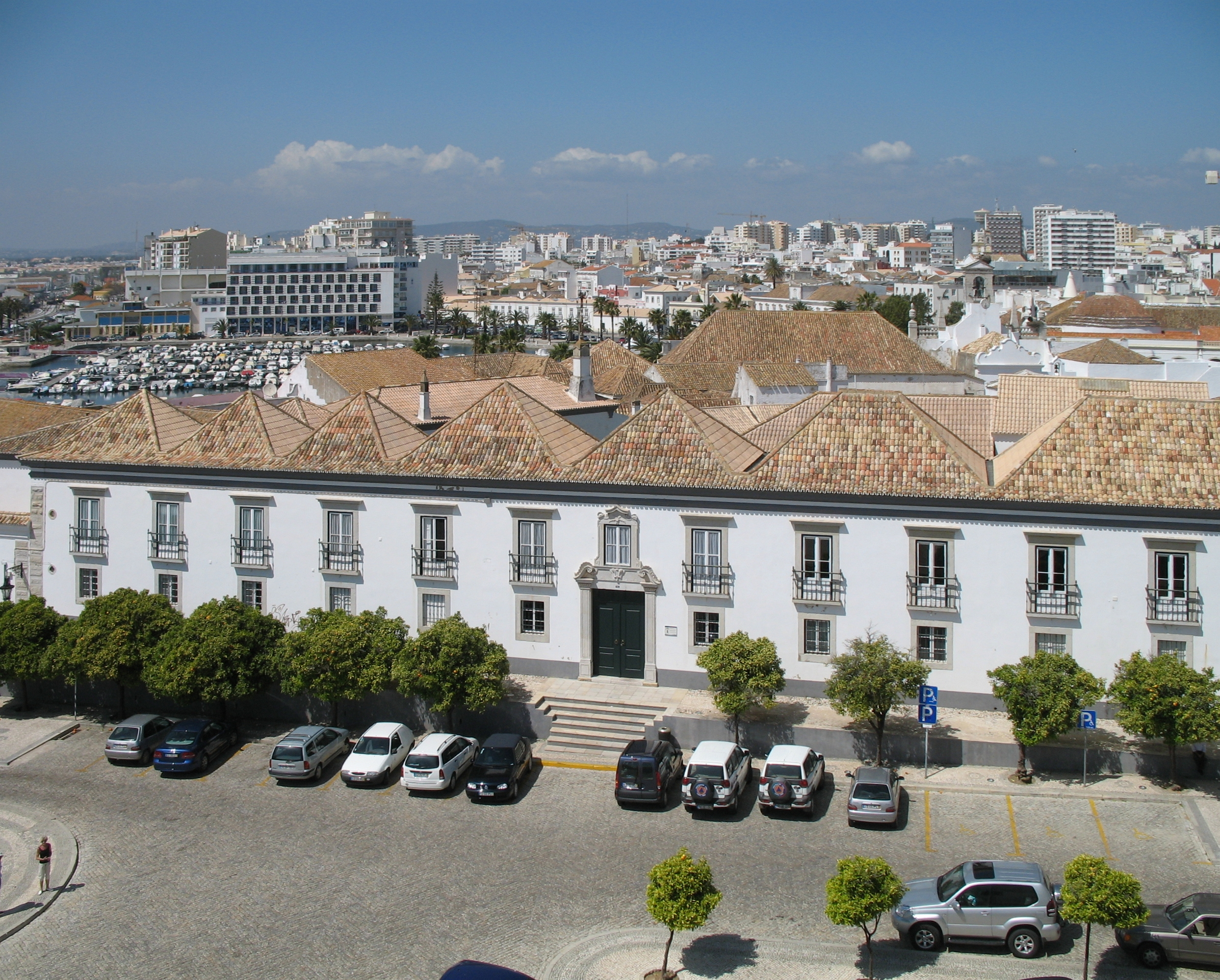
Faro a Biskupský palác

- Hayward, Kalifornie, USA
- Bolama, Guinea-Bissau
- Huelva, Španělsko
- Málaga, Španělsko
- Tripolis, Libye